# Roma Sub Rosa
Roma Sub Rosa es el título de la serie de novelas históricas de misterio escritas por Steven Saylor ambientadas en la Antigua Roma y protagonizada por personajes destacados de la época. La frase "Roma Sub Rosa" significa, en latín, "Roma bajo la rosa". Si un asunto estaba sub rosa, "bajo la rosa", significaba que esa cuestión era confidencial.
El detective es conocido como Gordiano el Sabueso, y se mezcla con personajes reales de la época de la República Romana como Sila, Cicerón, Marco Licinio Craso, Catilina, Catulo, Pompeyo, Julio César, y Marco Antonio.

## Personajes
Para ser un romano de la Antigüedad, Gordiano tiene una familia bastante poco convencional: 
- Bethesda, su hermosa esclava egipcia adquirida en un mercado de esclavos de Alejandría. Bethesda y Gordiano tienen una relación de afecto mutuo y más tarde se casan.
- Eco, su hijo adoptado mayor, al principio mudo y que es clave en el libro Sangre romana y siguió los pasos de su padre Gordiano como investigador.
- Metón, su segundo hijo adoptivo, fue un esclavo de Craso que se convirtió en soldado de Julio César.
- Rupa, su tercer hijo adoptivo, hermano de Cassandra.
- Gordiana, "Diana", la hija biológica con Bethesda, intelectual y testaruda.
- Davus, su yerno (esposo de Diana) anterior esclavo y guardaespaldas de Gordiano.
- Aulus, su nieto (hijo de Diana).
- Pequeña Bethesda, su nieta (de Diana).

## Títulos
Aunque los libros fueron escritos en orden diferente, se incluye la lista en orden cronológico interno:
1. Las siete maravillas (2012) — 92-90 a. C.: El joven Gordiano viaja a ver las siete maravillas del mundo antiguo.
2. Corsarios del Nilo (2014) — 88 a. C.: El joven Gordiano debe viajar al delta del Nilo para encontrar a un grupo de bandidos.
3. Wrath of the Furies (2015) — 88 a. C.: Gordiano viaja a Éfeso durante la guerra de Mitrídates contra Roma.
4. Sangre romana (1991) — 80 a. C.: Gordiano investiga un caso de homicidio para el famoso abogado Cicerón.
5. La casa de las vestales (1997) — 80-72 a. C.: cuentos.
6. La muerte llega a Roma (2005) — 77-64 a. C.: cuentos.
7. El brazo de la justicia (1992) — 72 a. C.: Gordiano intenta salvar la vida de noventa y nueve esclavos, mientras que Espartaco amenaza Roma.
8. El enigma de Catilina (1993) — 63 a. C.: Gordiano se ve implicado en la conspiración de Catilina.
9. La suerte de Venus (1995) — 56 a. C.: Gordiano intenta descubrir quién ha asesinado a un diplomático egipcio.
10. Asesinato en la Vía Apia (1996) — 52 a. C.: Gordiano investiga la muerte de Publio Clodio Pulcro.
11. Cruzar el Rubicón (1999) — 49 a. C.: Gordiano investiga un asesinato cerca de Roma mientras la guerra civil se aproxima.
12. El cerco de Massilia (2000) — 49 a. C.: Gordiano busca a su hijo Meto en la ciudad de Massilia mientras esta se encuentra asediada por el ejército de Julio César.
13. La adivina de Roma (2002) — 48 a. C.: Gordiano busca al asesino de una vidente.
14. El veredicto de César (2004) — 48 a. C.: Gordiano viaja a Egipto en busca de una cura para la enfermedad de su esposa.
15. El triunfo de César (2008) — 46 a. C.: Gordiano investiga una conspiración para asesinar a César.
16. " [(El trono de César)] (2018) - 44 a. C.: Sobre el asesinato de César.